# Safia distilla
Safia distilla är en fjärilsart som beskrevs av Dyar 1913. Safia distilla ingår i släktet Safia och familjen nattflyn. Inga underarter finns listade.